# Ephippigerida carinata
Ephippigerida carinata is een rechtvleugelig insect uit de familie van de sabelsprinkhanen (Tettigoniidae). De wetenschappelijke naam van deze soort is voor het eerst voorgesteld als Ephippiger carinatus door Ignacio Bolívar in een publicatie uit 1877.
Deze soort komt voor in Noord- en Midden-Spanje.